# Ida Beer-Walbrunn

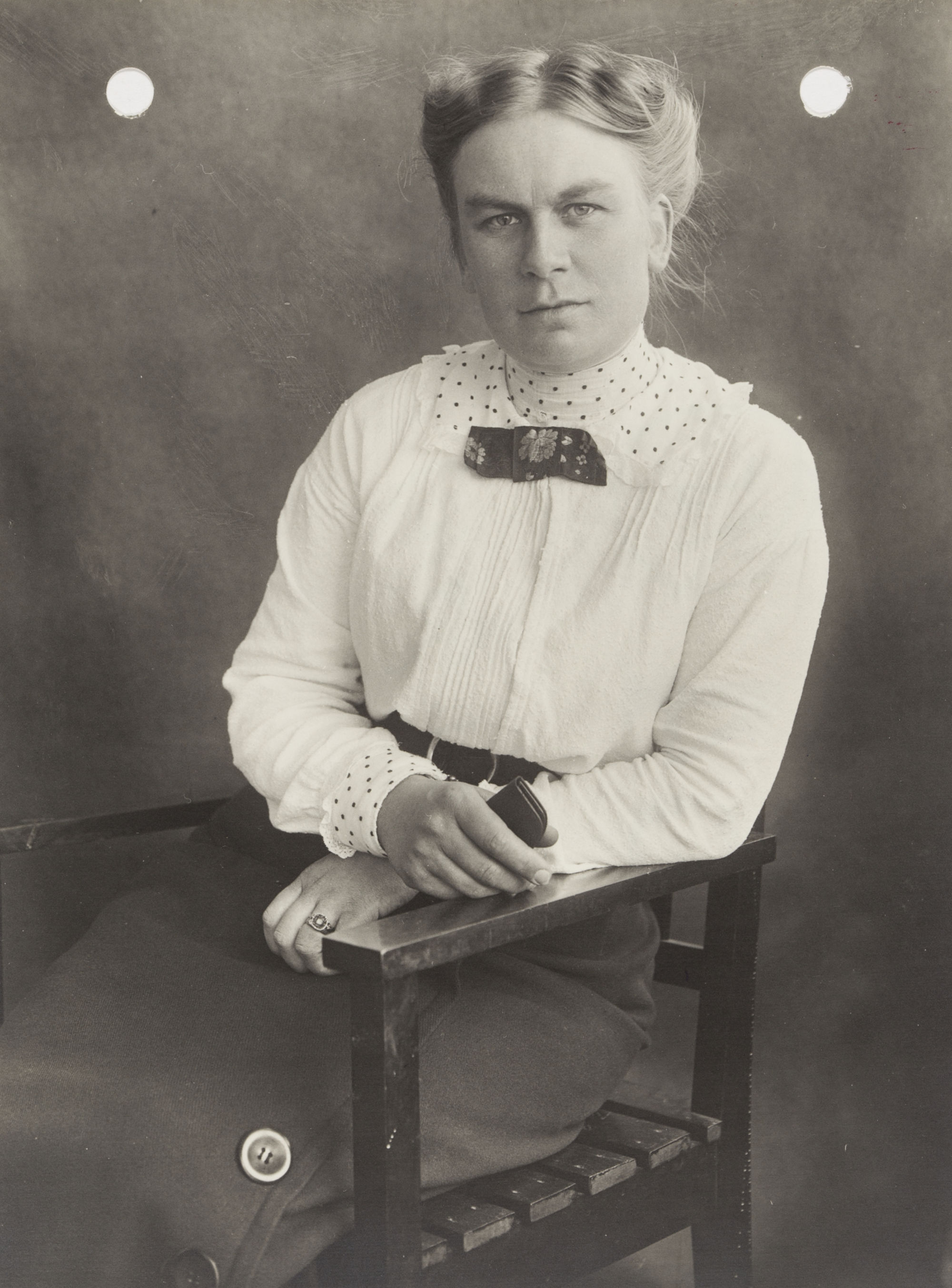
Ida Beer-Walbrunn (undatierte Aufnahme von Philipp Kester)

Ida Beer-Walbrunn (* 1. Mai 1878 in Lübeck; † 22. Oktober 1951 in München) war eine deutsche Malerin.

## Leben
Ida Beer-Walbrunn, geb. Görtz, besuchte die Zeichenklasse von Ludwig Schmid-Reutte an der Münchner Künstlerinnenschule. Bei Wilhelm Trübner, der am Städelschen Kunstinistut und in seinem privaten Schüleratelier in Frankfurt am Main lehrte, erhielt sie ihre weitere Ausbildung und spezialisierte sich hierbei auf impressionistische Landschaften mit pastosem Farbauftrag. Wilhelm Trübner malte sie als Reiterin (Ida Görtz zu Pferde), ein Bild, das sich heute in der Nationalgalerie in Berlin befindet.
Von Frankfurt reiste sie nach Paris und studierte dort vermutlich an der Académie Julian. Auch nach ihrer Hochzeit 1904 beteiligte sie sich an Ausstellungen der Münchener Secession, so an der Frühjahrsausstellung 1905 und an Ausstellungen des Weimarer Künstlerbundes 1906.
Fritz von Ostini bescheinigte ihr, eine Persönlichkeit zu sein, „die sehr resolut auftritt, ihre Pinselstriche breit und fest hinsetzt und stellenweise, namentlich im Stillleben, eine unglaubliche Kraft der Farbe entwickelt. In dem Kleinhesseloher See ist Größe der Anschauung und ein angenehmer Zusammenhang der Farbe“.

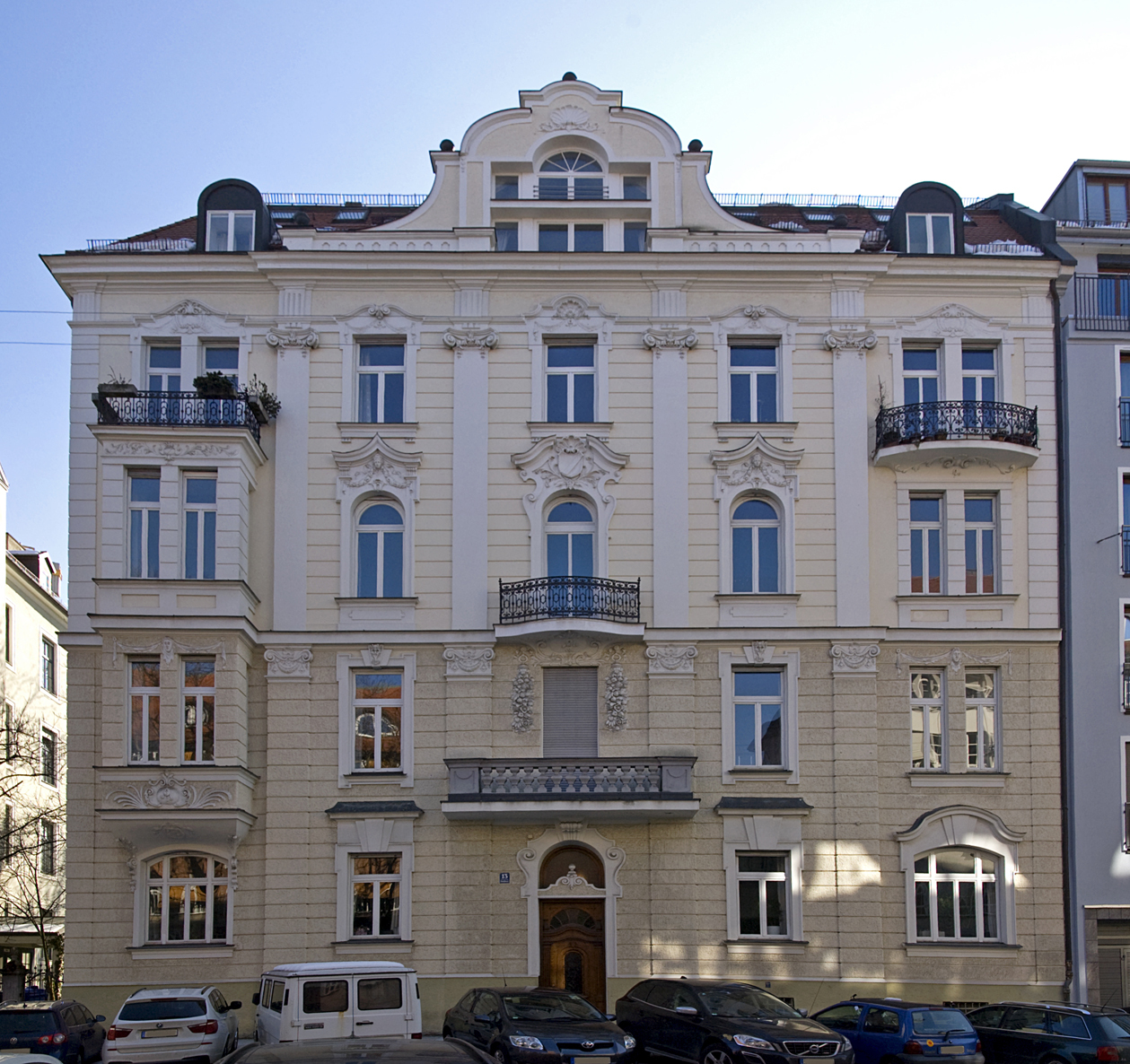
Ainmillerstr. 13, München; Wohnsitz von Ida Beer-Walbrunn

Neben ihrer Mal-Tätigkeit verfasste sie auch Beiträge für Kunst und Künstler. Sie heiratete 1904 in Lübeck den Komponisten Anton Beer-Walbrunn. Sie lebten in München in der Ainmillerstr. 13.

## Werke (Auswahl)
- Kleinhesseloher See mit Seehaus im Stadtmuseum München.